# Lanceoppia vaneki
Lanceoppia vaneki är en kvalsterart som beskrevs av Hammer 1968. Lanceoppia vaneki ingår i släktet Lanceoppia och familjen Oppiidae. Inga underarter finns listade i Catalogue of Life.